# Csikány Tamás
Csikány Tamás, népszerű nevén Fácán, nemzetközi művésznevén Tom Stormy magyar rockabilly dobos. Három évtizedes pályafutása során a rockabilly műfaj egyik magyarországi meghonosítója és népszerűsítője, évekig a Mystery Gang zenekarvezetője, 2011 és 2017 között az Ed Philips and the Memphis Patrol dobosa.

## Zenei pályafutása

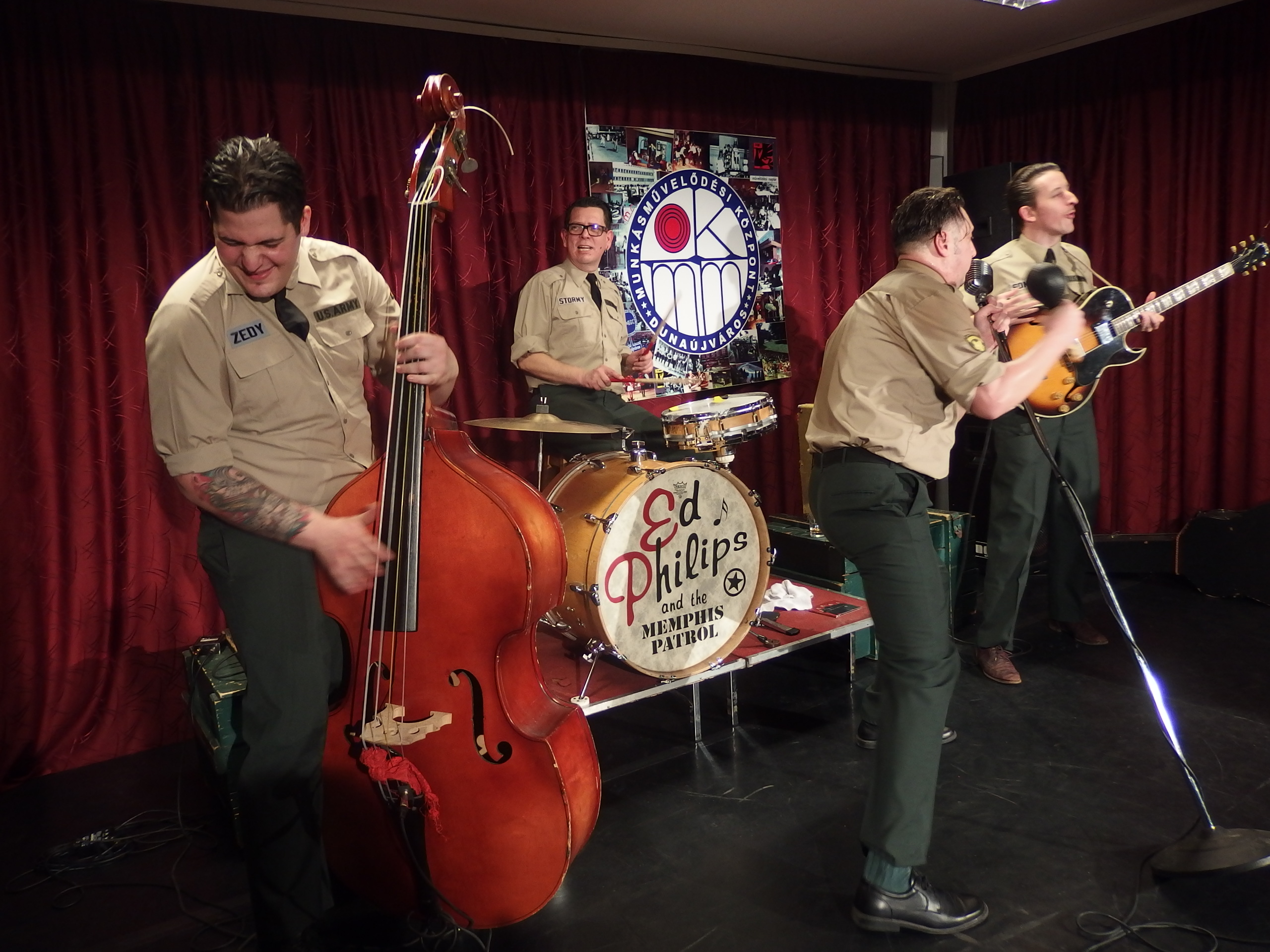
Dunaújvárosi koncert, 2017. február 10.

Szolnokon nevelkedett. Zenei pályafutását az általános iskolában kezdte, a dobbal hat évvel idősebb, dobos bátyja ismertette meg, zeneiskolába nem járt. A nyolcadikban osztálytársaival amatőr zenekart alapított, majd a szolnoki Vásárhelyi Pál Közgazdasági Szakközépiskola tanulója lett. Középiskolai évei alatt a nyolcvanas években a Miért ne?, majd a Cukrosbácsik együttesben játszott. Előbbiben dobolt, utóbbiban basszusgitáron játszott. Első sikere is ebből az időből való, a rock and roll és punk elemeket vegyítő Perverzrakendroll.
A rockabilly műfajjal a Stray Cats együttes egyik lemezének meghallgatása során ismerkedett meg, ekkor kezdett el komolyabban dobolni. 1988-tól együttese a Black Cadillac, a legelső rockabilly zenekar az országban. Az együttes klub körökben jelentős népszerűségre tett szert, de szerepeltek az akkor nagyon fontos bemutatkozási lehetőségnek bizonyuló ÁSZ című televíziós műsorban is.
Fácán az 1989-es Közgáz Cadillac fesztiválon megismerkedett a szintén ott zenélő Gunning Dogs tagjaival. A Gunning Dogs a Proton kiadónál lemezszerződést kapott, ám dobosuk nem kívánt komolyabb professzionális zenei pályára lépni, ezért kiszállt a trióból. Fácán került a helyére, ekkor Szolnokról Budapestre költözött. A lemez után a zenekar országosan ismertté vált rockabilly körökben.
Két és fél évvel az album után a zenekar feloszlott. Fácán átmeneti jelleggel megalakította a Bulgária együttest, melyben kizárólag Hungária dalokat dolgoztak fel. Nézeteltérések miatt Fácán távozott az együttesből, amely később feloszlott.
Egri Péter hívására csatlakozott a Mystery Train együtteshez, mely később nevet változtatott, új neve Mystery Gang lett, hamarosan országos népszerűségre tettek szert, de Európa szerte is koncerteztek, több albumuk jelent meg.
Tíz év után Fácán szakmai nézetkülönbségek miatt kilépett a trióból. Egy évet Ferenczi György és a Rackajam együttesben töltött, majd megalakította saját nemzetközi művészneve után az ötvenes évek amerikai zenéjét, elsősorban rockabillyt játszó Tom Stormy Triót. Az együttes tagjai Long Tall Sonny, Európa egyik legelismertebb rhythm and blues énekese és gitárosa, bőgőse Benke András (Buddy). A három zenész mellé csatlakozott Fenyvesi Zsófia (Rhythm Sophie) énekesnő. Ebben az időszakban album és több klip is készült, folyamatosak voltak a koncertek. Az együttes Bombariadó Rockabilly Cirkusz néven tartotta műsorait. Miután Fenyvesi Zsófia családi okokból külföldre költözött, a zenekar feloszlott.
2011-től 2017 novemberéig az Ed Philips and the Memphis Patrol dobosa volt. A három hangszeres zenészből és Ed Philips énekesből álló együttes kizárólag Elvis Presley dalainak hiteles előadásával foglalkozik. Nagy energiájú koncertjeiken főként Elvis korai rockabilly és későbbi lendületes dalait adják elő. Az együttes első albuma 2013-ban, a második albuma és két új klipje (Let Yourself Go, Frankfort Special) 2017 elején jelent meg.
2017 őszén váratlanul kilépett az együttesből, ezután több alkalommal lépett fel a Mystery Gang mellett. 
2018-ban két új zenésszel és Pintér Petra énekesnővel újraalakította a Tom Stormy Triót. Három klipet, egy négy dalt tartalmazó E.P.-t készítettek, több alkalommal szerepeltek televíziós műsorokban, majd az együttes 2021 körül feloszlott. 
Rockabilly dobosként 17 országban koncertezett. A zenekaron kívüli munkája részeként koncert- és fesztiválszervezőként is dolgozik.
- Szolnoki Tiszavirág fesztivál zenei program 2006-tól - Szolnok
- I-IV. Fly to the Moon nemzetközi Rockabilly fesztivál - Budapest
- I-V. Bombariadó Rockabilly Circus fesztivál - Budapest
- A Csík zenekar és a Supernem zenekarok első önálló országos turnéja.
- I-IV. Borzsongás Fesztivál - Villány
- Szolnoki Garage fesztivál Rock and Roll Street 2016-tól

## Zenekarok
- ? - általános iskolai amatőr együttes
- Miért ne? (1986-1988) - középiskolai amatőr együttes
  - Hegedűs János (Hege) - ének
  - Rácz Attila (Zacc) - gitár
  - Balázs János (Jancsika) - gitár
  - Nagy Endre (Ede) - szaxofon
  - Csikány Tamás (Fácán) - dob
- Cukrosbácsik (1988-1989)
  - Almási Sándor (Alma) - ének
  - Rácz Attila (Zacc) - gitár
  - Balázs János (Jancsika) - gitár
  - Nagy Endre (Ede) - szaxofon
  - Csikány Tamás (Fácán) - basszusgitár
  - Gubócz László (Gubanc) - dob
- Black Cadillac (1989-1991)
  - Kovács Ferenc (Fice) - ének/gitár
  - Borbás Péter (Boros) - nagybőgő
  - Csikány Tamás (Fácán) - dob
- Gunning Dogs (1991-1993)
  - Lukáts Péter (Lucky) - ének/gitár
  - Paszinger Zoltán (Singer) - nagybőgő
  - Csikány Tamás (Fácán) - dob
- Bulgária (1994-1997)
  - Niedermüller Péter (Neon) - ének
  - Prudovits Edina (Puding) - ének
  - Falussy Gábor - gitár
  - Paszinger Zoltán (Singer) - nagybőgő
  - Pirike - szaxofon
  - Noni - zongora
  - Csikány Tamás (Fácán) - dob
- Mystery Gang, eredetileg Mystery Train (1997-2007)
  - Egri Péter - ének/gitár
  - Paszinger Zoltán (Singer) - nagybőgő
  - Csikány Tamás (Fácán) - dob
- Ferenczi György és a Rackajam (2007-2008)
  - Ferenczi György - ének/szájharmonika
  - Kormos Levente - gitár
  - Apáti Ádám - szájzongora
  - Pintér Zsolt - mandolin
  - Jankó Miklós - cajón
  - Csikány Tamás Fácán - Cajón
- Tom Stormy Trio (2008-2011)
  - Long Tall Sonny - ének/gitár
  - Rhythm Sophie - ének
  - Benke András (Buddy) - nagybőgő
  - Csikány Tamás (Fácán) - dob
- Ed Philips and the Memphis Patrol (2011-2017)
  - Ed Philips - ének
  - Long Tall Sonny - gitár
  - Lizard Firehand - nagybőgő
  - Németh Zoltán (Zedy) - nagybőgő
  - Csikány Tamás (Fácán)- dob
- Tom Stormy Trio x Petrovna (2018-2021)
  - Petrovna - ének
  - Les Burger - gitár
  - Aaron Young - basszusgitár, nagybőgő
  - Csikány Tamás (Fácán) - dob

## Albumok
- Szolnok Rock Vol 2. válogatás, a Cukrosbácsik egy dalával
- Gunning Dogs: Album - Proton (Magyarország)
- Mystery Gang: Fly to the Moon 7" - Revell Yell (Japán) (2000)
- Mystery Gang: Hot 'n Wild Rockabilly Cuts - Nervous Records - (Egyesült Királyság) (2001)
- Mystery Gang: Dig That Rock! - Hipstersound (Amerikai Egyesült Államok) (2003)
- Mystery Gang: Jungle Fever - Rhythm Bomb Records (Németország) (2006)
- Ferenczi György és a Rackajam: Milyen lárma?! - Gryllus (2007)
- Tom Stormy Trio: Respect for the '50s - Tom Tom Records (Magyarország) (2009)
- Ed Philips and The Memphis Patrol: 17 Hot Elvis Songs - Elvis Live (2013)
- Ed Philips and The Memphis Patrol: 2. (piros) album (2017)
- Tom Stormy Trio x Petrovna - Hidrogen Boulevard E.P. (2019)

## Klipek
- Házőrző Blues - Gunning Dogs
- Voodoo Doll - Mystery Gang
- Rockabilly Rhythm - Tom Stormy Trio feat. Rhythm Sophie
- Finders Keepers - Tom Stormy Trio feat. Rhythm Sophie
- Ducktail - Tom Stormy Trio
- Bombariadó! - Tom Stormy Trio
- Let Yourself Go - Ed Philips and the Memphis Patrol
- Peace in the Valley - Ed Philips and the Memphis Patrol (2016. október)
- Frankfort Special - Ed Philips and the Memphis Patrol
- I Beg of You - Ed Philips and the Memphis Patrol (2017. augusztus)
- Kissin' Cousins (TV, 2017)
- We Like It Hot - Tom Stormy Trio x Petrovna (Star People Productions, 2019)
- Rock'n'Roll Rage - Tom Stormy Trio x Petrovna (Star People Productions, 2020)
- Rouge And Blood - Tom Stormy Trio x Petrovna (Star People Productions, 2020)